# Numenius van Apamea
Numenius van Apamea (Oudgrieks: Νουμήνιος ὁ ἐξ Ἀπαμείας) (fl. midden 2e eeuw) was een Grieks platonistisch filosoof die vooral beïnvloed was door het neopythagorisme en Plato, en als voorloper wordt beschouwd van de neoplatonisten. 
Behalve het feit dat hij in het Syrische Apamea verbleef, is er weinig bekend over deze persoon. Nochtans is zijn filosofische betekenis aanzienlijk. In zijn systeem neemt hij drie niveaus van spirituele werkelijkheid op (drie 'goden'):
1. een oergod (Het Goede, de Vader) die hij als supra-intellectueel voorstelt;
2. een tweede, scheppende god (de demiurg van Plato's Timaeus);
3. een wereldziel (een denkbeeld dat in de volgende eeuw ook door Plotinus zou worden gevolgd).

Van zijn belangrijkste werk zijn slechts fragmenten, bewaard door Eusebius, overgebleven: een dialoog "Over het Goede". Daarnaast schreef hij ook een polemiek met de titel "Over hoever de academici zich van Plato hebben verwijderd", waarin duidelijk wordt dat hij de controverse niet schuwt.
Hoewel zijn werk vooruitloopt op dat van Plotinus, is Numenius in zijn beschouwing van de fysieke wereld veel meer een dualist. Hij was ook erg geïnteresseerd in Oosterse wijsheid en comparatieve religie.  
- Bibsys: 90780777
- Biblioteca Nacional de España: XX1380647
- Bibliothèque nationale de France: cb12485488b (data)
- Catàleg d'autoritats de noms i títols de Catalunya: 981058523372506706
- CiNii: DA01321371
- Gemeinsame Normdatei: 118786563
- International Standard Name Identifier: 0000 0003 8324 5128
- Library of Congress Control Number: n88056991
- Nationale Bibliotheek van Tsjechië: jn19981001910
- Nationale bibliotheek van Australië: 35536354
- Nationale Bibliotheek van Israël: 987007598686705171
- Nederlandse Thesaurus van Auteursnamen: 069652929
- Réseau des bibliothèques de Suisse occidentale: 02-A003647539
- Istituto Centrale per il Catalogo Unico: MILV055114
- Système universitaire de documentation: 034060294
- Trove: 988309
- Virtual International Authority File: 268463464
- WorldCat: E39PCjMvYXVkYp3xpqpdGRptrq